# Fontaine-Denis-Nuisy
Fontaine-Denis-Nuisy är en kommun i departementet Marne i regionen Grand Est (tidigare regionen Champagne-Ardenne) i nordöstra Frankrike. Kommunen ligger i kantonen Sézanne som tillhör arrondissementet Épernay. År 2022 hade Fontaine-Denis-Nuisy 235 invånare.

## Befolkningsutveckling
Antalet invånare i kommunen Fontaine-Denis-Nuisy
| Referens: INSEE |